# Пограничный корпус Пакистана
Пограничный корпус Пакистана (англ. Frontier Corps, урду سرحد کور‎) — пакистанские военизированные формирования федерального подчинения. Комплектуются в основном из представителей населения племенных территорий (расположенных вдоль государственной границы с Афганистаном). Руководство осуществляют офицеры пакистанских сухопутных сил. Общая численность военнослужащих составляет порядка 80 000 человек.

## История создания
Пограничный корпус был создан в 1907 году лордом Кёрзоном, генерал-губернатором Британской Индии, с целью реорганизовать вооружённые локальные подразделения милиции и скаутов в единую военную организацию.

## Структура и роль
Пограничный корпус состоит из двух основных подразделений; ПК СЗПП (дислоцированный в провинции Хайбер-Пахтунхва и в Федерально управляемых племенных территориях) и ПК Белуджистан (дислоцированный в провинции Белуджистан). Каждое подразделение возглавляет офицер пакистанской армии в звании генерал-майора, хотя сам Пограничный корпус находится под юрисдикцией Министерства внутренних дел.
Роль Пограничного корпуса заключается в оказании помощи местным правоохранительным органам и военным в поддержании закона и порядка, а также в патрулировании государственной границы в целях борьбы с контрабандой и терроризмом. В последние годы Пограничный корпус стал привлекаться правительством Пакистана для участия в военных действиях против повстанцев в Белуджистане и в Федерально управляемых племенных территориях.